# Clostera ferruginea
Clostera ferruginea är en fjärilsart som beskrevs av Moore 1865. Clostera ferruginea ingår i släktet Clostera och familjen tandspinnare. Inga underarter finns listade i Catalogue of Life.